# Moldoveni, Cetatea Albă
Moldoveni (în ucraineană Молодове, transliterat: Molodove) este un sat în comuna Plahteevca din raionul Cetatea Albă, regiunea Odesa, Ucraina.

## Demografie
Componența lingvistică a localității Moldoveni
     Ucraineană (85,77%)
     Română (8,01%)
     Rusă (5,69%)
     Alte limbi (0,36%)
Conform recensământului din 2001, majoritatea populației localității Moldoveni era vorbitoare de ucraineană (85,77%), existând în minoritate și vorbitori de română (8,01%) și rusă (5,69%).